# The Heretic Anthem
«The Heretic Anthem» (укр. «Гімн Єретика») — промосингл американського гурту Slipknot, з їх другого студійного альбому Iowa. Пісню також можна почути на концертному альбомі 9.0: Live і DVD Disasterpieces.

## Інтерпретація тексту
Фраза з приспіву пісні, «If you're 555, then I'm 666» (укр. Якщо ви 555, то я 666) ніякого відношення до сатанізму не має. І характеризується як: продажні люди — 555, люди, що співають не заради грошей — 666. Ця пісня за словами вокаліста групи Корі Тейлора звучить як протест щодо всієї музичної індустрії і продажним групам. Ідея пісні полягає в тому, що ніхто не може командувати людиною, ніхто не в праві примушувати її бути як усі.
Ось також декілька деталей по The Heretic Anthem, які Корі заявив в Парижі, 29 травня 2001 року, перед релізом альбому Iowa:
Пару місяців тому до мене підійшли кілька злих людей, ублюдків, готових задушити один одного за гроші і заявили мені: «Знаєш, якщо ти хочеш, щоб твій альбом був вдалим і добре розійшовся, сядь і напиши гарну пісеньку для радіо» …Ну а тепер уявіть, ми 9 чоловік з «середини нізвідки», тобто нашої рідної Айови, робимо все, щоб не продаватися і тут раптом така заява, ну я йому і відповів: «Хм, я дякую вам містер бізнесмен, але якщо ви мене вибачите… відсмокчіть мій чортовий член!» І результатом цього стала пісня, так що «якщо ви 555, то я 666», ця пісня називається «Heretic Song»!!!!

## Видання
Пісня видавалася двічі як промо сингл. Rough mix пісні (тоді названої «Heretic Song») був виданий як промо в Німеччині в 2001 і пізніше в 2002, для реклами вийшов DVD групи Disasterpieces. Видання 2002 включало концертне виконання пісні.

## Список композицій
Автор музики і слів Slipknot. 
| Heretic Song | Heretic Song               | Heretic Song |
| #            | Назва                      | Тривалість   |
| ------------ | -------------------------- | ------------ |
| 1.           | «Heretic Song» (Rough Mix) | 4:19         |

| Концертний сингл | Концертний сингл             | Концертний сингл |
| #                | Назва                        | Тривалість       |
| ---------------- | ---------------------------- | ---------------- |
| 1.               | «The Heretic Anthem»         | (Live)           |
| 2.               | «The Heretic Anthem»         | (Live video)     |
| 3.               | «Disasterpieces DVD Trailer» | (Video)          |